# Podgorica
Podgorica, in italiano Podgorizza (AFI: /podɡoˈritʦa/; in latino Doclea o Dioclea, in cirillico: Подгорица?, /ˈpɔdɡɔˌriʦa/), conosciuta come Titograd (Титоград) dal 1946 al 1992, è la capitale del Montenegro.

## Geografia fisica
La città si trova a 44 metri sul livello del mare, nella fertile pianura a settentrione del lago di Scutari. Il territorio di Podgorica è attraversato da diversi fiumi: il Morača e il Ribnica attraversano la città, mentre Zeta, Sitnica, Mareza e Zievna passano nei pressi.
L'altura da cui la città prende il nome, Gorica, è a 107 metri sul livello del mare. Altri rilievi sono Malo brdo, Velje brdo, Ljubović e Čardak.

### Clima
| Podgorica           | Mesi | Mesi | Mesi | Mesi | Mesi | Mesi | Mesi | Mesi | Mesi | Mesi | Mesi | Mesi | Stagioni | Stagioni | Stagioni | Stagioni | Anno  |
| Podgorica           | Gen  | Feb  | Mar  | Apr  | Mag  | Giu  | Lug  | Ago  | Set  | Ott  | Nov  | Dic  | Inv      | Pri      | Est      | Aut      | Anno  |
| ------------------- | ---- | ---- | ---- | ---- | ---- | ---- | ---- | ---- | ---- | ---- | ---- | ---- | -------- | -------- | -------- | -------- | ----- |
| T. max. media (°C)  | 9,2  | 10,8 | 14,6 | 19,0 | 24,1 | 28,5 | 32,4 | 32,6 | 27,6 | 21,1 | 14,8 | 11,4 | 10,5     | 19,2     | 31,2     | 21,2     | 20,5  |
| T. min. media (°C)  | 1,5  | 2,3  | 5,3  | 8,7  | 12,8 | 16,8 | 19,7 | 19,8 | 16,1 | 11,3 | 6,7  | 3,4  | 2,4      | 8,9      | 18,8     | 11,4     | 10,4  |
| Precipitazioni (mm) | 176  | 165  | 149  | 139  | 92   | 74   | 43   | 68   | 117  | 171  | 226  | 211  | 552      | 380      | 185      | 514      | 1 631 |

## Storia
Il toponimo Podgorica è attestato a partire dal 1326 e si riferisce alla collocazione della città ai piedi di un piccolo rilievo montuoso (Gorica). Si tratta di un toponimo composto molto comune tra le lingue slave meridionali.
L'insediamento più antico dell'area è quello di Doclea, a circa 3 chilometri dalla città, già noto ai tempi dei greci e dell'Impero Romano. L'insediamento, il cui nome è più tardo, riferendosi all'imperatore romano Diocleziano fu il centro dell'omonimo principato medievale slavo esistito fino al XIII secolo e chiamato Duklja, Duklea o anche Zeta.
Il centro attuale invece nacque nell'XI secolo con il nome di Birziminium, successivamente chiamato in lingua slava Ribnica e soltanto dalla prima metà del XIV secolo Podgorica.
La città crebbe all'incrocio di diverse importanti vie di comunicazione favorita dalla fertilità della valle del lago di Scutari e dalla presenza dei numerosi fiumi.
Affermatasi come centro commerciale, sotto il dominio ottomano vi venne edificata una fortezza a difesa delle vie commerciali e degli attacchi delle tribù slave ribelli. Nel 1864 venne riconosciuta come città appartenente al vilayet di Scutari con il nome turco di Böğürtlen.
Nel 1878 il Congresso di Berlino riconobbe l'indipendenza del Principato del Montenegro e la città vi venne integrata conoscendo un notevole sviluppo commerciale, pur non essendo la capitale del Paese. Con lo scoppio della prima guerra mondiale, la città subì un bombardamento da parte dell'aviazione austroungarica il 10 agosto 1914 che causò la morte di 22 persone. L'anno seguente Podgorica venne nuovamente bombardata. Tra il 1916 e il 1918 venne occupata dall'Austria-Ungheria come il resto del regno montenegrino. Terminato il conflitto, un'assemblea cittadina sancì l'unione del Regno del Montenegro alla Serbia nel neonato Regno dei Serbi, Croati e Sloveni, poi denominato Jugoslavia. Tra le due guerre la popolazione cittadina si aggirava sulle 13.000 unità.
Durante la seconda guerra mondiale la città venne bombardata per 70 volte, venendo poi liberata il 19 dicembre 1944. A partire dal 13 luglio 1946 divenne la capitale della Repubblica Socialista del Montenegro, federata alla Jugoslavia, con il nome di Titograd (in italiano Titogrado), in onore del maresciallo Josip Broz Tito.
Il 2 aprile 1992 riprese il nome di Podgorica e il 21 maggio 2006 divenne capitale del neo-costituito Stato indipendente del Montenegro.
Oggi Podgorica è la sede degli organismi e istituzioni principali dello stato montenegrino ad eccezione della presidenza, che si trova a Cettigne.

## Monumenti e luoghi d'interesse
- Cattedrale della Risurrezione (Saborni Hram Hristovog Vaskrsenja), principale edificio religioso della città, costruita nel 1993.
- Palazzo Reale, costruito da Nicola I del Montenegro come residenza invernale nel 1891.
- Ponte del Millennio (Most Milenijum), ponte sul fiume Morača, aperto nel 2005.
- Città vecchia (Stara varoš), con alcune costruzioni che risalgono al periodo ottomano, tra cui la torre dell'orologio (XVIII secolo), il vecchio ponte sulla Ribnica (XV secolo) e gli scarsi resti della fortezza sita alla confluenza tra Ribnica e Morača (XV secolo).
- Chiesa di San Giorgio (Crkva Svetog Đorđa), chiesetta del XI secolo tra le pendici boscose della collina di Gorica, subito a nord del centro.

## Società

### Evoluzione demografica
Dei 169.132 abitanti del comune, secondo il censimento del 2003 136.473 vivono nella città di Podgorica. I restanti abitano nelle località rurali del comune. I centri di Tuzi e Golubovci sono i più importanti dopo il capoluogo.
Popolazione della città di Podgorica
| Censimento | Popolazione |
| ---------- | ----------- |
| 1948       | 14.369      |
| 1953       | 19.868      |
| 1961       | 35.054      |
| 1971       | 61.727      |
| 1981       | 96.074      |
| 1991       | 117.875     |
| 2003       | 136.473     |

Popolazione del comune di Podgorica
| Censimento | Popolazione |
| ---------- | ----------- |
| 1948       | 48.599      |
| 1953       | 55.669      |
| 1961       | 72.319      |
| 1971       | 98.796      |
| 1981       | 132.290     |
| 1991       | 179.401     |
| 2003       | 169.132     |

Appartenenza etnica al censimento del 2003 (comune)
| Gruppo etnico | Popolazione | Percentuale |
| ------------- | ----------- | ----------- |
| Montenegrini  | 96.343      | 56,96%      |
| Serbi         | 44.423      | 26,26%      |
| Albanesi      | 19.341      | 11,42%      |
| Musulmani     | 4.399       | 2,60%       |
| Bosgnacchi    | 2.307       | 1,36%       |
| Rom           | 1.389       | 0,82%       |
| Croati        | 709         | 0,42%       |

## Cultura

### Istruzione

#### Musei
- Museo cittadino di Podgorica (Muzej grada Podgorice), diviso in quattro sezioni: archeologica, etnografica, storica, storico-culturale. Conserva reperti romani e illirici.
- Museo di storia naturale (Prirodnjački muzej), raccoglie flora e fauna del Montenegro.
- Museo Marko Milijanov, nella località di Medun, dedicato alla vita montenegrina del XIX secolo.
- Centro di ricerca archeologica

#### Teatri
La principale istituzione teatrale cittadina è il Teatro Nazionale del Montenegro, fondato nel 1953 ed internamente ricostruito nel 1997. Sono presenti anche il Teatro Cittadino, il Teatro dei Bambini e il Teatro delle Marionette.

#### Università
A Podgorica ha sede l'Università del Montenegro, fondata nel 1974. Nella capitale si trovano le facoltà di diritto, ingegneria civile, economia, metallurgia e tecnologia, scienze politiche, scienze naturali e matematica, ingegneria elettronica, ingegneria meccanica, medicina, architettura, farmacia e biotecnologia.
Altra importante istituzione culturale è l'Accademia delle Arti e delle Scienze del Montenegro.

#### Musica
Viene citata ironicamente nel brano "Kitograd", del gruppo metal Nanowar Of Steel, che hanno creato un ambiguo gioco di parole col nome della cittadina

## Infrastrutture e trasporti

### Strade
La città è un importante nodo stradale. Da essa passano le strade europee E65 ed E80 (tratto comune) che formano la direttrice nord-sud dei collegamenti del Montenegro, tra l'Adriatico (porto di Antivari) ed il confine serbo, e E762, costituendo la direttrice est-ovest, tra i confini bosniaco e albanese.

### Ferrovie
La stazione di Podgorica costituisce il centro della rete ferroviaria montenegrina. Qui infatti si intersecano la ferrovia Belgrado-Antivari, la ferrovia Nikšić-Podgorica e quella per Scutari.

### Aeroporti
L'aeroporto di Podgorica è situato nella piana della Zeta, ad 11 km a sud dalla capitale. È il principale scalo aeroportuale internazionale del Montenegro ed è localmente conosciuto come Golubovci poiché è situato all'interno dei confini di quella municipalità.

## Sport
La principale società sportiva della città è il Budućnost, fondata nel 1925, è suddivisa in varie sezioni che hanno fatto la storia dello sport jugoslavo e montenegrino. Le principali squadre sportive sono il ZRK Buducnost Podgorica (pallamano femminile), il KK Budućnost Podgorica (pallacanestro), l'FK Budućnost Podgorica (calcio) e l'OK Budućnost Podgorica (pallavolo). Oltre al Budućnost a Podgorica esistono anche altre squadre calcistiche come l'OFK Titograd, l'FK Kom e l'FK Podgorica.
Il principale stadio cittadino è lo Stadion Pod Goricom, mentre il Sportski centar Morača è il principale palazzetto sportivo di Podgorica. Nel 2009 la capitale montenegrina ha ospitato la World League FINA di pallanuoto.

## Località

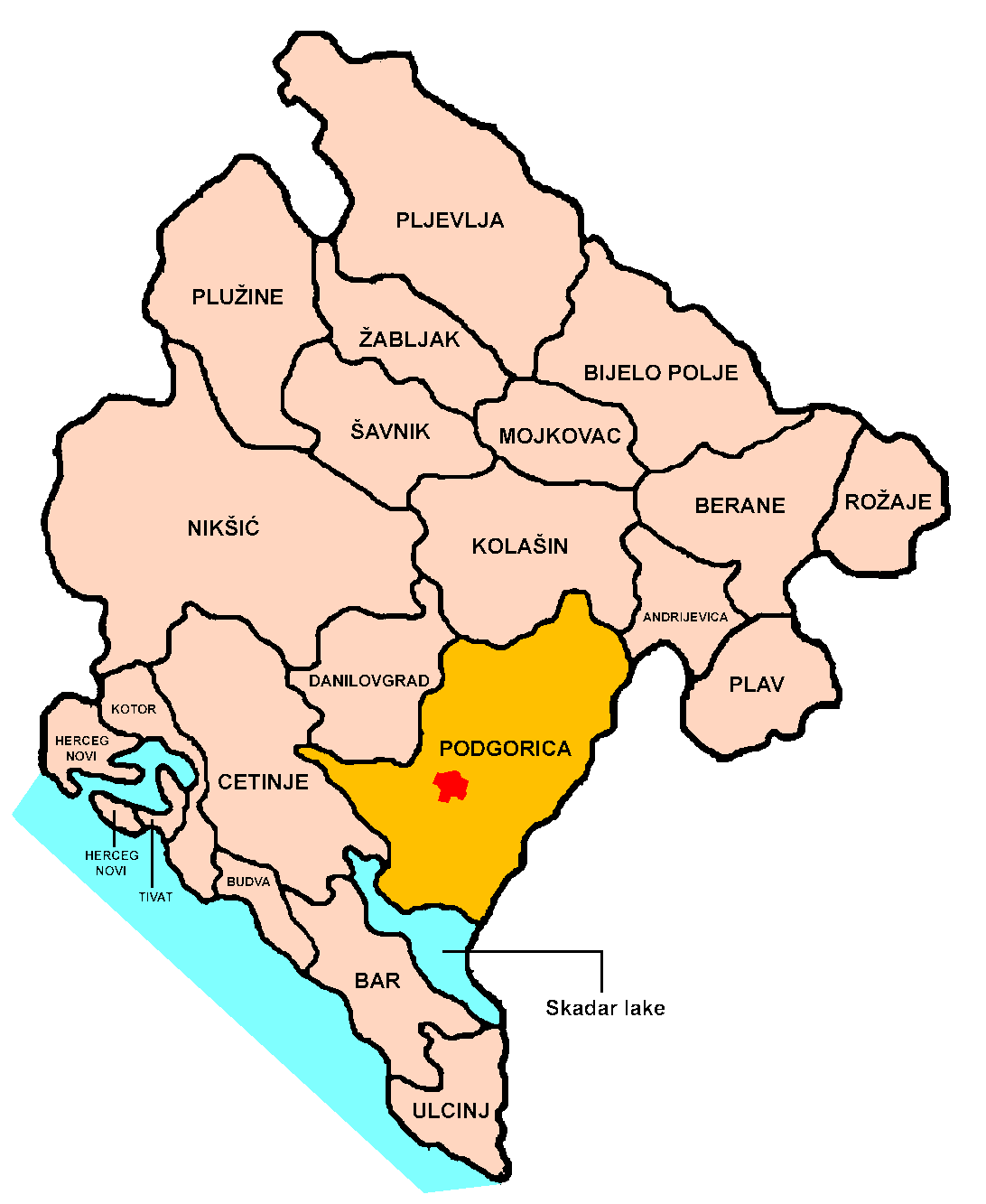
Il territorio di Podgorica.

Il comune di Podgorica comprende 57 località. La legge sulla capitale del 2006 regola l'ordinamento amministrativo della città. Tra queste le località di Golubovci e Tuzi sono considerate comuni urbani (Gradske opštine) e pertanto godono di una maggiore autonomia.
Tutte le località sono divise tra località urbane e località rurali, a seconda se appartengono o meno al centro cittadino.

### Località urbane
- 1. maj
- 19. decembar
- Blok IV
- Blok V
- Dahna
- Donja Gorica
- Drač
- Gornja Gorica
- Ibričevina
- Jedinstvo
- Konik
- Kruševac
- Ljubović
- Masline
- Međeđak
- Momišići
- Murtovtina
- Nova Varoš
- Novo Naselje Kruševac
- Pobrežje
- Podgore
- Proleter
- Sadine
- Stara Varoš
- Stara Zlatica
- Stari Aerodrom
- Tološi I
- Tološi II
- Vranići
- Vrela Ribnička
- Zagorič
- Zlatica

### Località rurali
- Balabani–Gostilj
- Barutana
- Bioče
- Botun
- Brskut
- Dajbabe
- Dinoša
- Doljani
- Donja Zeta
- Fundina
- Golubovci
- Goričani-Šušunje
- Gornja Zeta
- Gradac
- Hoti
- Komani
- Lijeva Rijeka
- Lješkopolje
- Mahala-Mojanovići
- Mataguži
- Milješ
- Pelev Brijeg
- Rogami
- Stijena
- Sukuruć
- Trmanje
- Tuzi
- Ubli
- Velje Brdo
- Vranj
- Vranjina
- Vukovci-Ponari
- Vuksanlekići–Podhum
- Zatrijebač

## Amministrazione

### Gemellaggi
- Dublino
- Los Angeles
- Mosca
- Skopje
- Stoccolma
- Pristina
- Erevan
- Zagabria
- Lugano
- Trani
- Tirana